# Alexandre Baptista
José Alexandre da Silva Baptista (født 17. februar 1941 i Barreiro, Portugal, død 3. marts 2024) var en portugisisk fodboldspiller (midterforsvarer).

## Karriere

### Klubkarriere
Baptista spillede hele sin aktive karriere, fra 1960 til 1971, hos hovedstadsklubben Sporting Lissabon. Her var han med til at vinde tre portugisiske mesterskaber og to pokaltitler. Han var også en del af klubbens triumf i Pokalvindernes Europa Cup i 1964. Her spillede han begge finalekampene mod ungarske MTK Budapest.

### Landshold
Baptista spillede, mellem 1964 og 1969, 11 kampe for Portugals landshold. Han var en del af det portugisiske hold, der vandt bronze ved VM i 1966 i England. Han var på banen i fem af portugisernes kampe i turneringen, heriblandt bronzekampen mod Sovjetunionen.

## Titler

### Klub
- UEFA Cup Winners' Cup: 1963–64
- Primeira Liga: 1961–62, 1965–66, 1969–70
- Taça de Portugal: 1962–63, 1970–71

### Internationalt
- VM i fodbold: Tredieplads 1966